# Сванё, Дан
Да́ниэль Х. «Дан» Сва́нё (швед. Daniel H. «Dan» Swanö; род. 10 марта 1973, Финспонг, Эстергётланд, Швеция) — шведский музыкант, композитор, мультиинструменталист, продюсер и лидер дэт-метал группы Edge of Sanity. В русскоязычном обществе его имя часто неверно произносят как «Дэн Свано».

## Музыка
Сванё — участник многих музыкальных коллективов, таких как Edge of Sanity, Nightingale, Pan.Thy.Monium, Brejn Dedd, Unicorn, Infestdead и Route Nine. Также принимал участие в записи альбомов групп Katatonia, Ribspreader, Therion и Bloodbath.
Сванё также записал соло-альбом под названием Moontower, в котором исполнил сам все вокальные и инструментальные партии.

## Музыкальный вклад
- Altar — клавишные, бэк-вокал
- Argentum — гитара, вокал
- Another Life — ударные, клавиши, одно гитарное соло
- Bloodbath — ударные (1998—2004), гитара (2004—2006)
- Brejn Dedd — ударные, вокал
- Canopy — вокал, гитара
- Dan Swanö — вокал, все инструменты
- Darkcide — гитара, бас, вокал
- Demiurg — соло гитара
- Diabolical Masquerade — ударные (в альбоме Nightwork), гитарные соло, продюсер, вокал в одной песне
- Edge of Sanity — вокал, гитары, клавиши
- Frameshift — вокал
- Godsend — вокал, клавишные
- Godgory — продюсер, клавишные
- Ghost — ударные
- Incision — электрогитара, бас, вокал
- Infestdead — гитара, бас, программирование ударных инструментов
- Karaboudjan — вокал, все инструменты
- Katatonia — ударные, клавишные, вокал
- Laodicea
- Maceration — вокал, клавишные, пианино
- Manfred Villes
- Masticate — гитара, бас, вокал
- Necrony — приглашённый вокалист, гитары, композитор
- Nightingale — вокал, гитары, клавишные
- Odyssey — вокал, ударные, клавишные
- Outcome
- Overflash — ударные
- Pan.Thy.Monium — бас, клавишные
- Ribspreader — гитара, ударные
- Route Nine — вокал, гитара, бас, клавишные
- Second Sky
- Sörskogen — ударные, бас, клавишные
- Steel — вокал
- Stygg Död — вокал, бас
- Subway Mirror — электрогитара, продюсер
- The Lucky Seven
- Total Terror — гитара, вокал
- Ulan Bator
- Under Black Clouds — сведение, мастеринг, электрогитара
- Unicorn — вокал, ударные, бас, саксофон
- Vinterland — продюсер, клавишные

## Приглашённый вокалист
- Demon Project — бэк-вокал в альбоме «Faces of Yaman»
- Evocation — приглашённый вокалист в альбоме «Dead Calm Chaos»
- Bilocate — приглашённый вокалист
- Ghostorm — вокал в песне «Legend»
- Hail of Bullets — продюсер, приглашённый вокалист в альбоме «….Of Frost and War»
- Lay Down Rotten — микширование и приглашённый вокалист
- Mahlstrøm — приглашённый вокалист
- Star One — приглашённый вокалист
- Therion — приглашённый вокалист
- Threshold — приглашённый вокалист в альбоме «Dead Reckoning»
- Winds — приглашённый вокалист в альбоме «Prominence and Demise»

## Продюсерский вклад, сведение, мастеринг
- Aeon — продюсер
- Ancient — продюсер альбома The Cainian Chronicle
- As Light Dies — продюсер альбома Ars Suptilior from Within the Cage
- Battlelore — продюсер альбома The Last Alliance
- Coldworker — продюсер
- Cronian — продюсер альбома Terra
- Denial — продюсер альбома Catacombs of the Grotesque
- Dissection — инжиниринг альбома The Somberlain
- Evoke — продюсер альбома Dreaming The Reality
- Fall Of Serenity — продюсер альбома The Crossfire
- Gates of Ishtar — продюсер альбома The Dawn Of Flames
- Gorath — продюсер альбома Misotheism
- Hallows Die — продюсер альбома World of Ruin
- Kaoteon — продюсер альбома Veni Vidi Vomui
- Marduk — продюсер
- M.E.S.S — продюсер альбома Weekend Ritual Massacre
- Millencolin — продюсер альбома For Monkeys
- Moredhel — продюсер альбома Metamorphose
- Mörk Gryning — продюсер
- Nasum — продюсер
- Novembre — продюсер
- Novembers Doom — микширование альбомов The Pale Haunt Departure, The Novella Reservoir и Into Night’s Requiem Infernal
- October Tide — продюсер альбома Rain Without End
- Omnium Gatherum — продюсер
- Opeth — продюсер альбома Morningrise
- Pain — помощь в сведении альбома Nothing Remains the Same
- Rakshasas — продюсер мини-альбома Kans Mama Da Shraaph
- Scartown — сведение и мастеринг альбома «Легенды большого города»
- The Project Hate MCMXCIX — продюсер альбома Cybersonic Superchrist
- Theatre of Tragedy — продюсер дебютного альбома
- Torture Division — продюсер
- Uncanny — продюсер
- Wounded Knee — продюсер

## Дискография

### сUnicorn
- A Collection of Worlds, Part I (Demo) (1988)
- A Collection of Worlds, Part II (Demo) (1989)
- The Weirdest of Tales (Demo) (1991)
- After Before (Demo) (1992)
- Ever Since (1993)
- Emotional Wasteland (1995)
- A Collection of Worlds Resurrection (2015)

### сEdge of Sanity
- Nothing But Death Remains (1991)
- Unorthodox (1992)
- The Spectral Sorrows (1993)
- Purgatory Afterglow (1994)
- Crimson (1996)
- Infernal (1997)
- Crimson II (2003)

### сDiabolical Masquerade
- Nightwork (1998)
- Death's Design (2001)

### сBloodbath
- Breeding Death (2000)
- Resurrection Through Carnage (2002)
- Nightmares Made Flesh (2005)
- The Wacken Carnage (Live) (2008)

### сPan.Thy.Monium
- …Dawn (Demo) (1990)
- Dream II (EP) (1991)
- Dawn of Dreams (1992)
- Khaooohs (1993)
- Khaooohs and Kon-Fus-Ion (1996)
- …Dawn+Dream II (Compilation) (2010)

### сNightingale
- The Breathing Shadow (1995)
- The Closing Chronicles (1996)
- I (2000)
- Alive Again (2003)
- Invisible (2004)
- White Darkness (2007)
- Retribution (2014)

### сInfestdead
- Killing Christ (1996)
- Hellfuck (1997)
- JesuSatan (1999)

### сGodsend
- As The Shadows Fall (1993)
- A Wayfarers Tears (1997)

### сKatatonia
- Jhva Elohim Meth (1992)
- Dance of December Souls (1993)
- Tonight's Decision (1999)

### сKaraboudjan
- Sbrodj (2001)

### сOdyssey
- Odyssey (1999)
- Reinventing the Past (2010)
- Dan Swanö.Соло
- Moontower (1998)

с Witherscape 
The Inheritance (2013)
The New Tommorow (2014)
The Northern Sanctuary (2016)